# Vụ án Lương Quốc Dũng
Vụ ấu dâm Lương Quốc Dũng xảy ra vào cuối năm 2003 và xét xử trong năm 2004. Là một vụ án lớn về xâm hại tình dục trẻ em tại Việt Nam trong thập niên 2000, bị can chính là một quan chức của Ủy ban Thể dục Thể thao (nay là Bộ Văn hóa, Thể thao và Du lịch) và nạn nhân là một bé gái hơn 13 tuổi. Lương Quốc Dũng và đồng phạm bị kết án Hiếp dâm trẻ em và lãnh án cao nhất là 8 năm tù.

## Diễn biến vụ việc

### Quan hệ của các bị cáo
Lương Quốc Dũng quen với Nguyễn Quỳnh Nga từ năm 1999; thời điểm đó, Nga đang làm tiếp viên ở quán karaoke và không biết rõ về nhân thân ông Dũng. Hai người thường đi chơi với nhau, cuối mỗi lần gặp ông Dũng đều cho Nga tiền và đã có lần nhờ Nga giới thiệu bạn gái để quan hệ. Đến tháng 8 năm 2003, khi xem truyền hình, tình cờ Nga thấy ông Dũng trả lời phỏng vấn tại lễ khánh thành sân vận động Thiên Trường thì mới biết đó là Phó chủ nhiệm Ủy ban Thể dục thể thao.
Ngày 29 tháng 12 năm 2003, Nga chủ động gọi điện thoại và giới thiệu "bạn gái" cho ông Dũng; người "bạn gái" này là Nguyễn Ngọc Y (đã giấu tên thật), sinh ngày 31 tháng 8 năm 1990, trú tại Khu tập thể Kim Liên, Đống Đa, Hà Nội.

### Gây án
Sáng ngày 30 tháng 12 năm 2003, cháu Y cháu kêu mệt, xin nghỉ ở nhà cho đến trưa mới thì xin phép bà ngoại xuống sân khu tập thể chơi và gặp Nga ở dưới. Theo lời Y thì cháu được Nga rủ đi xem quần áo, nhưng phải ghé chỗ bạn của Nga trước. Trưa cùng ngày, Nga mượn xe máy Suzuki của hàng xóm, mang theo một túi sách đựng ít quần áo, rồi chở cháu Y. đến cửa hàng gội đầu 71 Nguyễn Khuyến để trang điểm, thay quần áo. Sau đó, Nga gọi điện cho Dũng và được hẹn đưa “bạn” tới khách sạn Eden ở đường Nghi Tàm, Tây Hồ - nơi Dũng và Nga đã có lần đến.
Khoảng 13h, Nga đưa Y. lên khách sạn Eden, được chị Tâm, trực lễ tân, nói lại theo lời dặn của Dũng là đưa lên phòng 102. Cũng theo lời cháu Y, tại đây, Nga và ông Dũng nói chuyện một lúc rồi Nga ra ngoài, cháu Y định đi theo thì bị ông Dũng chặn lại, đóng cửa phòng và dọa “mày kêu, tao đánh chết…”; sau đấy giở trò với cháu Y. Trên đường về, Nga kể cho Y biết ông Dũng làm ở Ủy ban Thể dục thể thao; Nga còn ghé qua hiệu thuốc mua một vỉ thuốc tránh thai, bắt cháu Y uống ngay một viên. Trước khi trả về nhà, Nga dúi vào tay cháu bé một xấp tiền; Cháu Y vì sợ nên không nói với mẹ mà giấu trên gác xép.
Đến hơn 14h30, Y về đến nhà và chui lên gác xép nằm khóc. Thấy chuyện không bình thường, bà ngoại và bác gặng hỏi, rồi đưa cháu vào nhà vệ sinh kiểm tra, và phát hiện sự việc, sau đó đã đưa Y đến bệnh viện. Theo mẹ cháu Y thì Nga đưa cho cháu gồm có 78 tờ tiền 50.000đ mới, bốn tờ 50.000đ cũ, một số tiền lẻ và một tờ 100 USD, tổng cộng khoảng 5,5 triệu đồng - theo tỉ giá thời điểm đấy.

### Lời khai về khoản tiền
Dũng khai đã đưa cho Nga 11 triệu đồng, trong khi Nga khai chỉ có 6,8 triệu đồng; còn mẹ của Y đếm được 3,8 triệu đồng và 100USD.

## Giám định
Bác sĩ Nguyễn Duy Ánh, Phó giám đốc Bệnh viện Phụ sản Hà Nội là người ký bản kết luận khám chấn thương  cho biết:
Có dấu hiệu phù nề ở gốc màng trinh nhưng màng trinh không rách; có xác tinh trùng trong dịch âm đạo và không có sang chấn, bầm tím khu vực bẹn, bụng.
Không có dấu hiệu hiếp dâm, màng trinh nạn nhân có cấu tạo co dãn nên không rách. Cơ quan điều tra không có được vật chứng là mẫu dịch âm đạo, do bệnh viện không được yêu cầu giữ lại.

## Bị can Lương Quốc Dũng

### Tiểu sử[2]
Lương Quốc Dũng sinh ngày 20 tháng 4 năm 1952.
- Từ 1970 đến 1971: Sinh viên K15 Đại học Bách khoa Hà Nội

- Từ tháng 9 năm 1971 đến 10 năm 1980 quân nhân Sư đoàn 325, Quân đoàn 2, mặt trận thành cổ Quảng Trị.

- Xuất ngũ học tiếp K20 Đại học Bách khoa Hà Nội.

- Từ tháng 6 năm 1988 đến tháng 1 năm 1998: công tác tại Bộ Xây dựng, Tổng giám đốc/Chủ tịch Hội đồng quản trị Tổng công ty xây dựng Hà Nội

- Tháng 1 năm 1998 đến tháng 7 năm 1998, trợ lý Bộ trưởng, Chủ nhiệm Ủy ban Thể dục thể thao.

- Tháng 7 năm 1998: Phó chủ nhiệm Ủy ban TDTT.

- Ông Dũng là thương binh hạng 4/4,[3] được tặng thưởng Huân chương kháng chiến hạng 2, Huy chương vì sự nghiệp xây dựng, Huy chương vì sự nghiệp thanh niên, Huy chương vì sự nghiệp thể thao.

- Ông Dũng có thời gian giúp việc cho Tổng cục trưởng Tổng cục Thể dục thể thao
- Làm Trưởng các tiểu ban Vận động tài trợ, Tài chính, Cơ sở vật chất SEA Games 2003
- Ông Dũng có bằng tiến sĩ về kinh tế.

Trưa 19 tháng 2 năm 2004, Lương Quốc Dũng chính thức bị bắt giam tại trại tạm giam B14, Thanh Trì, Hà Nội, về tội hiếp dâm trẻ em.

### Trước khi bị bắt
Khi dư luận bắt đầu rầm rộ về việc này, ông Dũng vẫn đi làm bình thường nhưng luôn đi làm muộn; cánh cửa phòng làm việc riêng được đóng chặt. Trinh sát của cơ quan công an phải bám theo ông Dũng cả ngày lẫn đêm để tránh xảy ra chuyện không hay. Công an thành phố Hà Nội cho biết: trong quá trình giám sát, rất nhiều lần ông Dũng bất ngờ phóng xe rất nhanh để cắt đuôi công an. Điện thoại di động cũng liên tục được thay số. Ông Dũng có rất nhiều cú điện thoại nhằm liên lạc với Nga "Chọi".
Tối 18 tháng 2, ông Dũng bất ngờ lên xe chạy thẳng hướng Bắc Thăng Long - Nội Bài. Lực lượng công an bám sát vì nghi ngờ ông Dũng sẽ ra ra sân bay, bỏ chạy. Khi đến cầu Thăng Long, ông Dũng dừng lại và đi ra mép cầu, trinh sát phải vội đóng giả lái xe taxi để áp sát và khuyên ông quay về nhà.
Ông Dũng bị bắt vào ngày 19 tháng 2 năm và giam giữ tại trại tạm giam B14 Thanh Trì, Hà Nội; tối cùng ngày, ông Dũng thừa nhận về hành vi giao cấu với cháu Y.

### Khám xét[1]
Lương Quốc Dũng là một người mê tín dị đoan, có tìn đồn ông Dũng khi đương chức đã dùng nhiều tiền mua trinh trẻ vị thành niên vì làm như vậy sẽ giúp ông gặp "son". 
Tài sản thu được có một chiếc điện thoại LG-SE 70 mà bị can sử dụng để liên lạc với đồng phạm Nguyễn Quỳnh Nga, và mấy chiếc đĩa VCD. Những VCD này có nội dung là các buổi hầu đồng. Trong buổi lấy cung đầu tiên, bị can bất ngờ hỏi điều tra viên:
“ Cán bộ có tin vào bói toán không? ”
Rồi bắt đầu kể về một thầy bói ở Thanh Hóa mà Dũng cho rằng rất linh nghiệm.

### Sau khi bị bắt
Trong trại tạm giam, ông Dũng đã viết giấy nói không cần luật sư bào chữa, từ khi bị tạm giam đã có ít nhất 2 văn phòng luật sư giới thiệu người tới bảo vệ quyền lợi cho ông Dũng. Ông Lương Quốc Dũng cho biết, trong trại tạm giam, ông cảm thấy thoải mái hơn rất nhiều so với những ngày còn được tự do, vì không bị sức ép dư luận.Vì ông Dũng bị khởi tố về tội hiếp dâm trẻ em, theo Điều 112 Bộ luật Hình sự lúc bấy giờ, hình phạt cao nhất có thể là tử hình; trong trường hợp với mức hình phạt này, luật quy định việc bị can có luật sư bào chữa là bắt buộc. 
Đến ngày 13/7, khi được thông báo về đơn mời luật sư tham gia tố tụng lần 2 của vợ là bà Lê Như Quỳnh, ông dũng đã chấp nhận để cho luật bào chữa. Các luật sư Nguyễn Huy Thiệp - Văn phòng luật sư Nguyễn Huy Thiệp và cộng sự - và Phạm Hồng Hải - Văn phòng luật sư Phạm Hồng Hải được bà Quỳnh thuê bào chữa. Theo các luật sư, khám nghiệm phát y không cho thấy dấu hiệu cưỡng hiếp, bị hại tuy mới 13 tuổi nhưng quan hệ có chủ đích và có có sự thanh toán, quan điểm luật sư đưa ra là ông dũng bị tội "Mua dâm người chưa đủ tuổi vị thành niên" chứ không phải "hiếp dâm trẻ em" hay "giao cấu với trẻ em". Sau khi được các luật sư tư vấn, Lương Quốc Dũng không đồng ý với tội danh hiếp dâm trẻ em mà cơ quan điều tra đề nghị VKS truy tố với mình.

### Nghi án tham nhũng
Thiếu tướng Phạm Chuyên - Giám đốc Công an Hà Nội - cho biết, Công an Hà Nội phải chờ kết luận thanh tra về dự án Khu Liên hợp thể thao Quốc gia -có Lương Quốc Dũng có tham gia - để có thể quyết định tiếp tục điều tra hành vi tham nhũng của Lương Quốc Dũng hay không.

## Bị cáo Nguyễn Quỳnh Nga
Nguyễn Quỳnh Nga có biệt danh Nga "Chọi", sinh ngày 5 tháng 7 năm 1982, trình độ văn hóa 11/12; Nga bán hàng ăn tại khu chung cư nơi bị hại sinh sống. Nga từng bị phạt hành chính vào tháng 7 năm 2003 về tội đánh bạc.

### Sau khi bị tố giác
Nga đã liên tục thay đổi nơi trốn, sau khi được gia đình vận động, ngày 17 tháng 2 năm 2004, Nga được bố đẻ dẫn đến trình diện tại trụ sở cảnh sát hình sự. Nga khai, trước đó chính Y đã đề nghị giới thiệu cho một người nào đó có thể "bao" cô tiền bạc. Qua quen biết, Nga giới thiệu ông Lương Quốc Dũng với Y. Lúc đó Nga hoàn toàn không nghĩ mình trở thành người môi giới xâm hại tình dục trẻ em.
Lúc này, Nga đang mang thai 3 tháng nên hết thời hạn tạm giam 2 tháng có thể sẽ được Cơ quan điều tra cho tại ngoại. Tuy nhiên, Nga bị áp dụng biện pháp ngăn chặn là cấm đi khỏi nơi cư trú để đảm bảo cho việc xét xử vụ án.

### Tội danh
Giữa Nga và ông Dũng đã có sự thoả thuận, hứa hẹn và Nga sắp xếp sự việc bởi vậy Nga là một đồng phạm. Hành vi này được đánh giá là nghiêm trọng vì nếu không có sự giúp sức của Nga thì sự việc không diễn ra. Bởi vậy, đề nghị khởi tố Nga "Chọi" ở tội danh hiếp dâm.

## Bị hại
Gia đình bị hại đề nghị được xử kín để không ảnh hưởng đến danh tính và tương lai bị hại sau này, đề nghị này sau đó được tòa án chấp nhận.
Theo tìm hiểu của báo chí, vào tháng 2 năm 2004, tại nơi sinh sống, bị hại vẫn vui vẻ bình thường như chưa từng trải qua sự việc gì. Trái với các nguồn tin về việc Y bỏ học sau khi vụ việc xảy ra thì những người sống cùng khu chung cư chi biết Y đã bỏ học từ vài năm trước đó.
Phiên xử Lương Quốc Dũng về hành vi hiếp dâm cháu Y được TAND Hà Nội mở ngày 28 và 29 tháng 9 năm 2004. 
Tại thời điểm xảy ra vụ án Y mới 13 tuổi 4 tháng.

## Phản ứng của các cơ quan
Tối ngày 30 tháng 12 năm 2003, Bí thư Ban Cán sự Đảng, Bộ trưởng, Chủ nhiệm Ủy ban Thể dục Thể thao Nguyễn Danh Thái nghe tin Lương Quốc Dũng bị bắt, nhưng không tin nên đã gọi điện kiểm chứng, lúc này ông Dũng là người nghe máy. Sau khi có đơn tố giác, ông Dũng bị tước mọi hình thức khen thưởng đáng lẽ được nhận vào năm 2003.
Ngày 25 tháng 2 năm 2004, Thủ tướng ký quyết định đình chỉ chức Phó chủ nhiệm Uỷ ban Thể dục Thể thao đối với ông Lương Quốc Dũng.
Ngày 1 tháng 3 năm 2004, Thủ tướng ban hành quyết định cách chức Phó chủ nhiệm Ủy ban Thể dục Thể thao đối với ông Lương Quốc Dũng; Ban Bí thư Trung ương Đảng cũng đưa ra quyết định khai trừ Đảng đối với ông Dũng.

## Điều tra
Dù đã hoàn tất điều tra vụ án trước ngày 15 tháng 5 năm 2004, nhưng lãnh đạo Cơ quan Cảnh sát điều tra Công an thành phố Hà Nội chưa thể ký vào bản kết luận, vì còn phải làm rõ nghi vấn về việc có dư luận cho rằng một số người đã giúp ông Dũng "chạy án". 
Tháng 6 năm 2004, Viện Kiểm sát Nhân dân (VKSND) Hà Nội đã quyết định gia hạn tạm giam 4 tháng với hai bị cáo, trước khi lệnh tạm giam cũ hết hiệu lực. Lương Quốc Dũng sẽ không được tại ngoại trong suốt quá trình tố tụng của vụ án, do tính chất nghiêm trọng của hành vi phạm pháp mà bị can gây ra.
Vào tháng 7 năm 2004, luật sư Nguyễn Huy Thiệp chính thức bắt tay vào nghiên cứu hồ sơ vụ án, luật sư Phạm Hồng Hải cũng đã được nhận giấy phép chứng nhận bào chữa và được tới tiếp cận hồ sơ vụ án sau ông Thiệp. Ngày 19 tháng 8 năm 2004, VKSND Hà Nội tống đạt cáo trạng tới Lương Quốc Dũng và chuyển toàn bộ hồ sơ cùng tang vật vụ án sang Tòa án Nhân dân (TAND) thành phố để chuẩn bị xét xử Lương Quốc Dũng và Nguyễn Thị Quỳnh Nga về tội hiếp dâm trẻ em, theo khoản 1 điều 112 Bộ luật hình sự.

## Quá trình xét xử
Ngày 8 tháng 9 năm, TAND thành phố Hà Nội nhận được hồ sơ vụ án Lương Quốc Dũng do VKSND Hà Nội chuyển sang. Sau khi tiếp nhận, Chánh án TAND Hà Nội đã quyết định giao thẩm phán Hoàng Tân Thanh chủ tọa phiên tòa xét xử sơ thẩm vụ án..
Theo luật sư của Lương Quốc Dũng, bản thân bị cáo mong được xét xử công khai. Tuy nhiên, theo TAND Hà Nội trong 2 lần cán bộ Tòa tới trại giam tống đạt quyết định đưa vụ án ra xét xử và quyết định thay đổi thư ký phiên tòa, cả 2 bị cáo đều không có ý kiến gì về yêu cầu xử công khai. Khi diễn ra phiên xử, Nga mới sinh con được 2 tháng.

### Xét xử
Trong phần dân sự yêu cầu bồi thường thiệt hại, Hội đồng xét xử (HĐXX) nhận thấy phía bị hại chưa cung cấp đầy đủ chứng cớ, đồng thời không ảnh hưởng đến việc giải quyết vụ án nên quyết định tách khỏi vụ án.
HĐXX tuyên phạt Lương Quốc Dũng 8 năm tù về tội hiếp dâm trẻ em; đồng phạm Nguyễn Quỳnh Nga chịu án 7 năm. Dù khẳng định không hiếp dâm bị hại nhưng sau đó hai bị cáo cũng không có đơn kháng cáo.
Theo yêu cầu của gia đình người bị hại, trong phiên tòa, cháu Y và các nhân chứng của vụ án được bố trí ở một phòng riêng, có camera nối tới màn hình để ngay trước mặt HĐXX. Bà Nguyễn Hoàng An, nguyên huấn luyện viên Đội tuyển điền kinh quốc gia, người có liên quan đến khoản tiền "bồi thường" hơn 1 tỷ đồng mà bị cáo Lương Quốc Dũng chi trả cho gia đình người bị hại, vắng mặt.

### Kết án
HĐXX bác bỏ đề nghị của luật sư về việc chuyển đổi tội danh từ hiếp dâm trẻ em sang tội mua dâm người chưa thành niên của Lương Quốc Dũng.
Sáng ngày 29 tháng 10 năm 2004, HĐXX tuyên phạt bị cáo Lương Quốc Dũng 8 năm tù, Nguyễn Quỳnh Nga 7 năm tù về tội hiếp dâm trẻ em. Khoản tiền 68.000 USD bị cáo Dũng khai đã đưa cho gia đình người bị hại nhằm "khắc phục hậu quả" song tại phiên toà, bà Trương Minh Thủy, đại diện của người bị hại không thừa nhận. Phần bồi thường dân sự sẽ được tách khỏi vụ án và giải quyết sau theo thủ tục dân sự.

### Phúc thẩm
TAND Tối cao dự kiến ngày 19 tháng 1 năm 2005, tại Hà Nội xử phúc thẩm vụ án Lương Quốc Dũng hiếp dâm trẻ em. Phiên tòa này được tiến hành theo đơn kháng cáo của mẹ của bị hại Y nhằm đòi bồi thường thiệt hại.
Luật sư của Lương Quốc Dũng cho biết bên bị cáo đã bồi thường 1 tỷ đồng cho gia đình nạn nhân khi bị tố giác. Nếu tòa phúc phẩm phán phải bồi thường cho bên bị hại thì gia đình ông Dũng sẽ kiện ngược lại ở một vụ kiện riêng biệt khác.

### Sau phúc thẩm
Sáng 19 tháng 4 năm 2005, theo triệu tập của Phòng thi hành án Hà Nội, gia đình bị án Lương Quốc Dũng phải nộp tiền án phí sơ thẩm 50.000 đồng. Nhưng hết giờ làm việc buổi sáng người thân của Lương Quốc Dũng vẫn chưa có mặt.
Gia đình của bị án Nguyễn Thị Quỳnh Nga cũng không đến Phòng thi hành án nộp 50.000 án phí và 1.000.000 đồng thu lợi bất chính bị sung công quỹ theo yêu cầu.
Bị hại Y cùng mẹ đến nhận lại tài sản bị thu giữ trong quá trình điều tra vụ án gồm: 1 áo khoác, 1 quần bò nữ, 1 áo phông và 1 bộ đồ lót màu trắng.

## Dàn xếp bồi thường
Ngày 1 tháng 1 năm 2004, bà Nguyễn Hoàng An, nguyên huấn luyện viên (HLV) Đội tuyển điền kinh quốc gia đã nghỉ hưu, gọi điện hỏi thăm Lương Quốc Dũng.
Ông Dũng đã nhận tội và nhờ bà chuyển cho gia đình cháu bé số tiền tương đương 1 tỷ đồng, để xin lỗi và bồi thường. Bà An đã gọi 19 cuộc cho gia đình bị hại để sắp xếp gặp mặt, hai bên gặp nhau tại quán nhờ số 40 phố Nguyễn Văn Ngọc, Hà Nội. Gia đình Y đòi bồi thường thường 1 tỷ VNĐ và được bên ông Dũng chấp nhận; ông Dũng khai đã đưa bà An 86.000USD, bà An khai chỉ nhận được 64.500USD để đổi sang tiền Việt cho gia đình Y.
Tối ngày 6 tháng 1 năm 2004, với sự chứng kiến của 6 người khác. Sau khi nhận tiền, mẹ đẻ và bố dượng cháu Y yêu cầu bà An viết giấy xác nhận là không nhận gì từ Dũng và bà An. Sau đó, bố mẹ Y còn nhờ người của bà An đi “hộ tống” đem số tiền này vào gửi một gia đình ở khu Kim Giang. Cơ quan điều tra xác nhận, việc HLV này đưa tiền cho người nhà nạn nhân chỉ là thoả thuận dân sự, không phải hối lộ, cũng không hề có dấu hiệu đe doạ, cưỡng ép, nên là hoạt động dân sự. HLV này cũng được xác định là không trục lợi trong việc dàn xếp nói trên, nên chỉ bị tòa cảnh cáo. 
Theo bà Trương Minh Thủy - mẹ của Y - thì bà viết đơn bãi nại là để bảo vệ danh dự của con chứ không phải vì đã nhận 1 tỷ đồng. Tuy nhiên, có người khẳng định đã đưa một số tiền rất lớn cho mẹ nạn nhân. Bà Thủy nói: "Ai là người đưa cho tôi, đưa lúc nào, ở đâu? Lại định vu khống à? Không đưa, chứ đưa tôi lấy ngay. Tôi là phía người bị hại, hoàn cảnh khó khăn, anh đưa thì tôi cảm ơn. Đấy là anh bồi thường vấn đề sức khỏe, tinh thần cho con tôi. Còn việc anh làm sờ sờ ra thế thì tôi vẫn tố cáo."

## Thi hành án
Nguyên Thứ trưởng Bộ Thương mại Mai Văn Dâu và nguyên Phó Chủ nhiệm Ủy ban Thể dục Thể thao Lương Quốc Dũng cùng ở một buồng giam từ cuối năm 2007. Cả hai đều bị xét xử vào năm 2004 và đều có tên trong danh sách ân xá năm 2009 của Chủ tịch nước. Trước đấy, ông Dũng đã hai lần đệ đơn xin đặc xá nhưng không thành công vì thời gian thi hành án chưa đủ điều kiện.

## Thông tin khác
Đến khi kết thúc cuộc điều tra, vô tình, một điều tra viên nhận ra rằng, thật tình cờ, mọi thứ liên quan đến bị can Lương Quốc Dũng đều gắn với con số 13:
- Bản kết luận điều tra được Thượng tá Lã Ngọc Tỉnh (Phó thủ trưởng Cơ quan Cảnh sát điều tra) ký vào ngày 13.

- Bản kết luận gồm 13 trang và để gửi đến đủ các bên liên quan như VKSND, tống đạt đến bị can và được ký đúng 13 bản.

- Trong đợt đặc xá 2004, một phạm nhân tại Trại tạm giam B14 được ra tù tiết lộ rằng, phòng giam của ông Dũng cũng mang số 13.[44]